# Интродукция (биология)

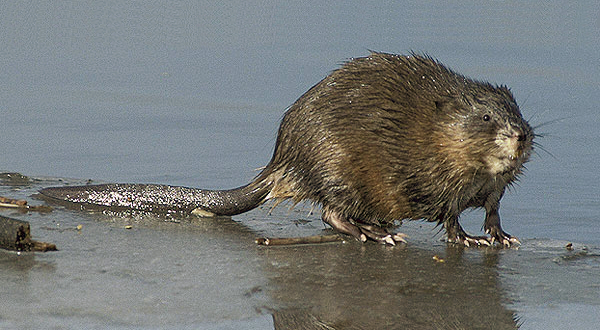
Ондатра — исконно североамериканский вид, интродуцированный на территории Евразии

Интроду́кция (от лат. introductio «введение») в биологии — преднамеренное или случайное переселение человеком особей какого-либо вида животных и растений за пределы естественного ареала в новые для них места обитания. Интродукция является процессом введения в некую экосистему чужих ей видов.
Интродуци́рованный (от англ. Introduced species), или чужеро́дный (инвазивный) вид в биологии — некоренной, несвойственный для данной территории, преднамеренно или случайно завезённый на новое место в результате человеческой деятельности. В противоположность, виды свойственные для данной территории, называются аборигенными видами. 
Процесс освоения интродуцированного вида на новом месте (адаптации к новым экологическим условиям) называется акклиматизацией.
Часто интродуцированные виды способны существенно изменить сложившуюся экосистему региона и стать причиной значительного сокращения или даже вымирания отдельных видов местной флоры и фауны: такую интродукцию часто называют биологическим загрязнением.

## Терминология

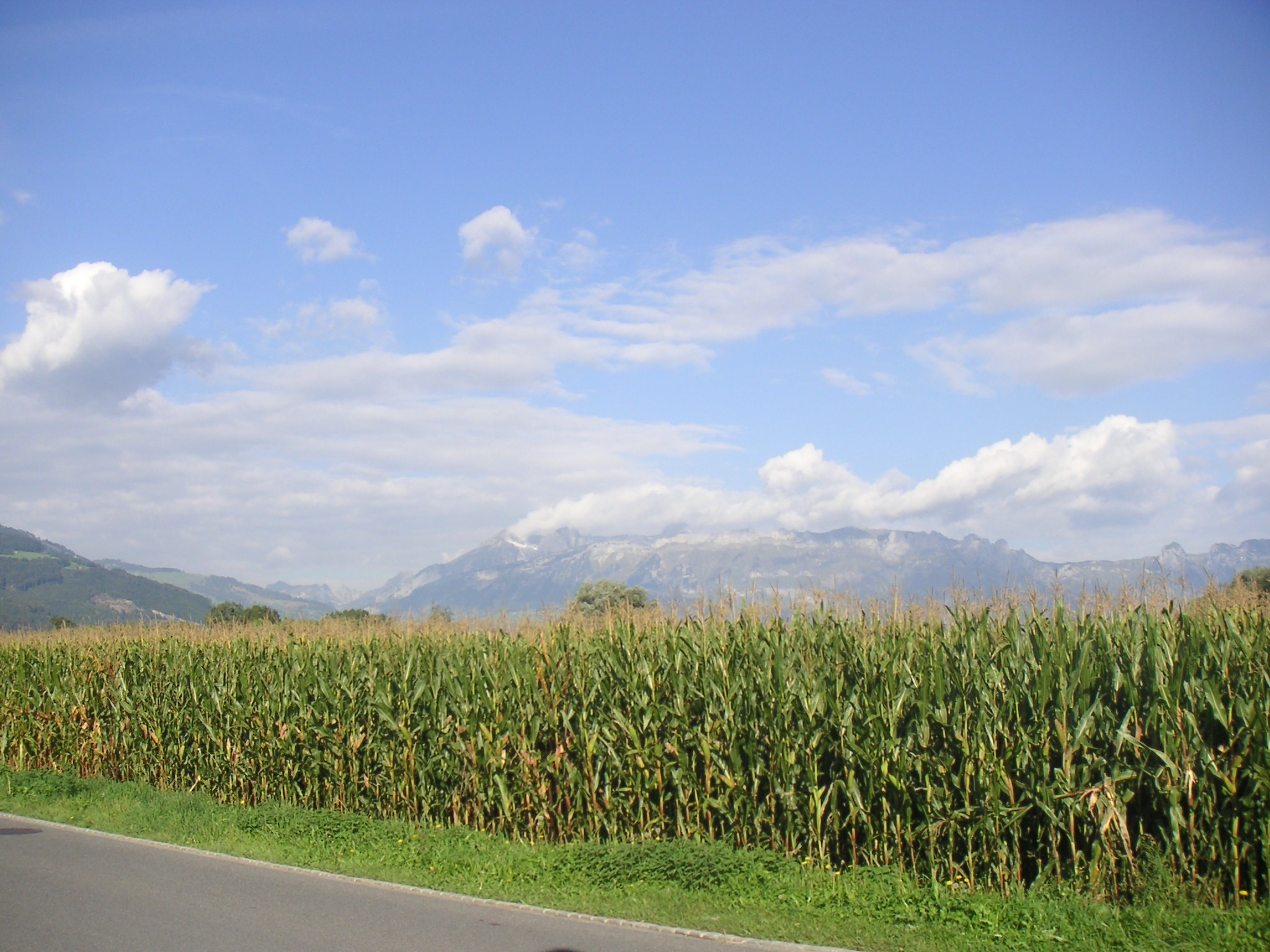
Кукуруза является одомашненным видом, выведенным человеком в результате селекции диких предков растения, с целью повышения урожайности. Самостоятельно в дикой природе кукуруза не размножается.

Термин интродуцированный вид по ряду причин часто применяют к близким, однако различным понятиям. Точно так же при описании одного и того же случая используются и другие термины, аналогичные или близкие по смыслу:
- акклиматизированные виды,
- адвентивные виды,
- заносные виды,
- чужеродные виды,
- экзотические виды,
- инвазивные виды,
- натурализованные виды,
- неродные виды,
- одичавшие виды,
- ксенобиотические виды,
- неофиты и археофиты,
- и т. д.

Тем не менее, между некоторыми из этих понятий существует определённое различие.
Наиболее часто понятие «интродуцированный» применяют как синоним к слову «чужеродный», и в этом смысле согласно вышеупомянутому определению к интродуцированным растениям можно отнести многие садовые и сельскохозяйственные культуры, такие как картофель, кукуруза и т. д., широко распространённые в мире. Однако, некоторые источники к этому определению добавляют «… и воспроизводящийся в дикой природе», что оставляет за скобками определения все выращиваемые культуры, которые не в состоянии воспроизводиться без участия человека. Для таких растений используется термин  «культивируемые» виды. Некоторые декоративные виды животных и растений, в результате их случайного выпуска в природу, могут самостоятельно распространиться в новых местообитаниях и стать чужеродным (инвазивным) видом, опасным для местных видов.
Существует некоторая путаница относительно того, являются ли полными синонимами понятия «инвазивные» (от англ. invasive) и «интродуцированные» виды. Буквально инвазивными называют те виды организмов, которые будучи интродуцированными, на новом месте захватывают новые территории, принося вред сложившейся экосистеме, то есть становятся вредителями. Термин подразумевает как действительную, так и потенциальную опасность. Некоторые оспаривают понятие инвазивности, аргументируя свою точку зрения тем, что степень ущерба обычно не поддаётся вычислению, и организмы продолжают распространяться на территории, где их никогда не было, зачастую без уделения внимания, могут они принести вред или не могут.

## Природа интродукции

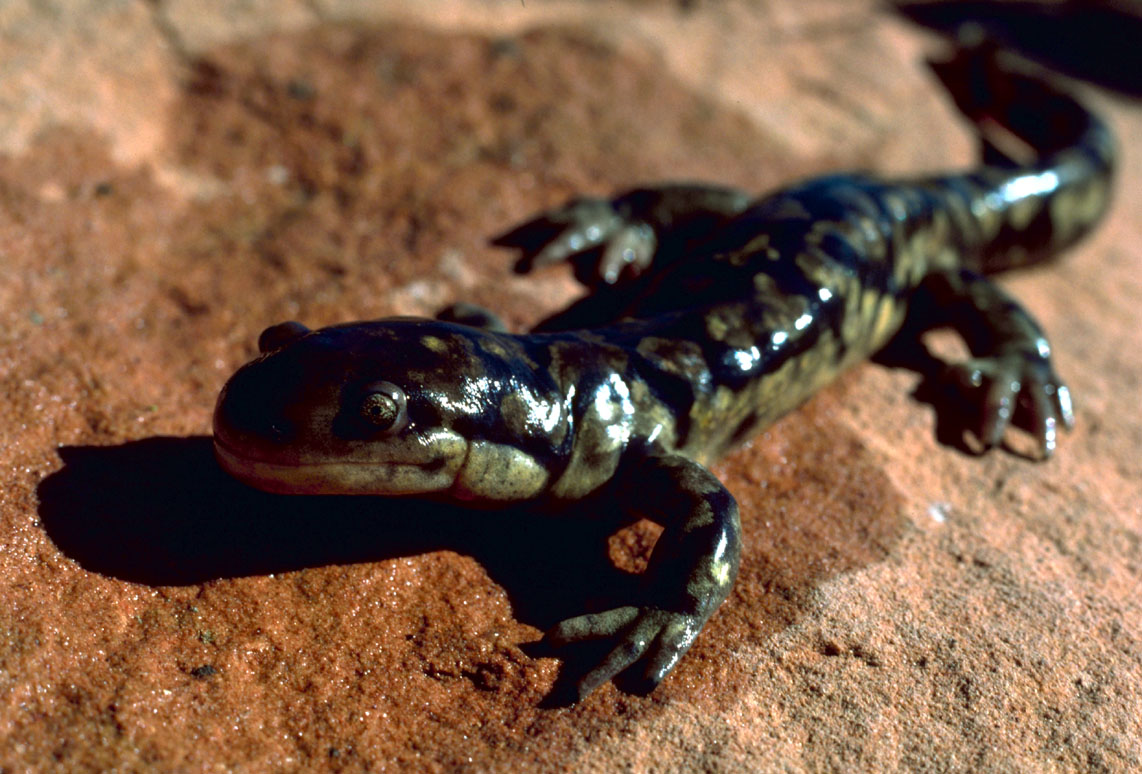
Тигровая амбистома (Ambystoma tigrinum) распространилась в Калифорнии благодаря рыболовству, в котором она использовалась в качестве наживки

Согласно определению, вид считается интродуцированным, если он был перенесён из своего природного ареала на новую территорию в результате человеческой деятельности. Интродукция может быть как преднамеренной, так и случайной. Преднамеренное внедрение новых видов мотивировалось тем, что эти виды будут полезны человеку на новом месте и повысят его благосостояние. Так в связи с освоением новых территорий завозились сельскохозяйственные культуры, домашний скот и дикие животные, способные разнообразить местную фауну. Случайная интродукция явилась побочным, зачастую нежелательным, продуктом человеческой жизнедеятельности — так, широко распространились колорадский жук, крысы, тараканы и синантропные виды дрозофил. Дальнейшее распространение интродуцированных видов уже на новой территории может происходить как с помощью человека, так и самостоятельно.

### Преднамеренная интродукция
Организмы, преднамеренно перевозимые людьми, могут адаптироваться на новом месте двумя различными способами.
В первом случае их специально выпускают в дикую природу.
Часто сложно предсказать, уживётся ли растение или животное на новом месте или нет, и иногда в случае первой неудачи производились повторные попытки интродукции в надежде на то, что новые особи улучшат выживаемость и репродуктивность вида.
Во втором случае распространение в дикой природе за пределами природного ареала происходило помимо воли человека: животные убегали на свободу и дичали, а растения начинали расти за пределами садов, приусадебных участков и сельскохозяйственных угодий. Кошки, свиньи и козы часто завозились человеком на острова, в качестве домашних или сельскохозяйственных животных, где затем дичали и становились угрозой для местных, эндемичных видов. В результате деятельности одичавших свиней, кошек и коз исчезли многие эндемичные виды животных и растений.
Наиболее распространённой мотивацией сознательной интродукции стало повышение экономического дохода от местных биоценозов.
В период великих географических открытий европейцы перевозили вместе с собой культивируемые растения и домашний скот.
Например, с целью разведения на американский континент попал и затем распространился в дикой природе карп (Cyprinus carpio).
Улитки ампуллярия (Ampullariidae), как продукт, богатый белком, были завезены в Юго-Восточную Азию, а уже оттуда попали на Гавайские острова, где была основана целая отрасль пищевой промышленности. В 1905 году в Европу из Северной Америки ради ценного меха были перевезены ондатры — сначала их выпустили на волю под Прагой, а затем они расселились на огромной территории Евразии, попав даже в Китай, Корею и Монголию.
Точно таким же образом на многих островах у берегов Аляски появились песцы.
Для повышения биологической продуктивности Баренцева моря сюда из Японского моря в 1960—1970-е годы был переселён камчатский краб.
С начала XXI века ведётся успешный промысел баренцевоморского камчатского краба.

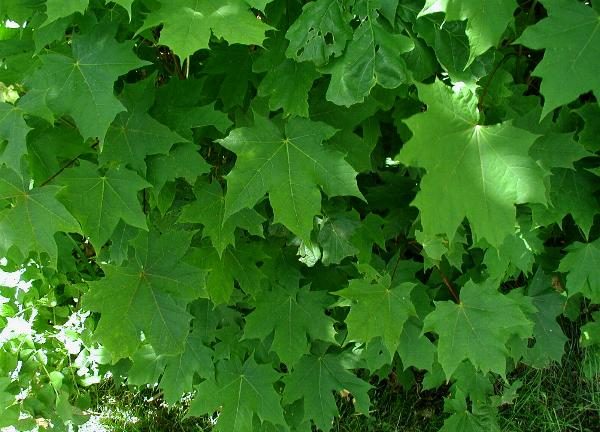
Клён остролистный довольно агрессивно ведёт себя на американском континенте, вытесняя коренные виды растений

Иногда чужеродные виды животных появляются благодаря увлечению спортивной охотой и рыбалкой — таким образом используемый для наживки вид саламандры тигровая амбистома (Ambystoma tigrinum) появилась в Калифорнии, где вытесняет местный эндемичный вид калифорнийскую амбистому (Ambystoma californiense).
Иногда дикими становятся обычные домашние животные, такие как кошки, козы, свиньи и попугаи.
Такое новое соседство далеко не всегда идёт на пользу местной фауне и флоре: например, одичавшие кошки на островах, где гнездятся непривычные к наземным хищникам морские птицы, становятся причиной резкого сокращения популяции и даже вымирания местных видов, таких как альбатросы и буревестники. Обосновавшиеся ещё со времён пиратов козы на Галапагосских островах съедают растительность, за счёт которой выживают местные игуаны.
Среди растений также имеется большое количество сознательно интродуцированных видов, в особенности декоративных.
Например, европейский клён остролистный (Acer platanoides) в виде зелёных насаждений в садах и парках попал на американский континент, а клён ясенелистный (Acer negundo), наоборот, широко культивируется в Европе, в том числе и в России.
При этом клён остролистный известен как агрессивный, инвазивный вид, угрожающий местным видам. Клён ясенелистный в Европе также причисляют к агрессивным сорным видам.
Лесоперерабатывающая индустрия способствовала распространению в Австралии несвойственной южному полушарию североамериканской сосны лучистой (Pinus radiata).
Василёк солнечный (Centaurea solstitialis), имеющий длинный корень, что позволяет ему конкурировать с другими растениями в добыче воды, угрожает природной экосистеме Йосемитского национального парка в США.

### Случайная интродукция

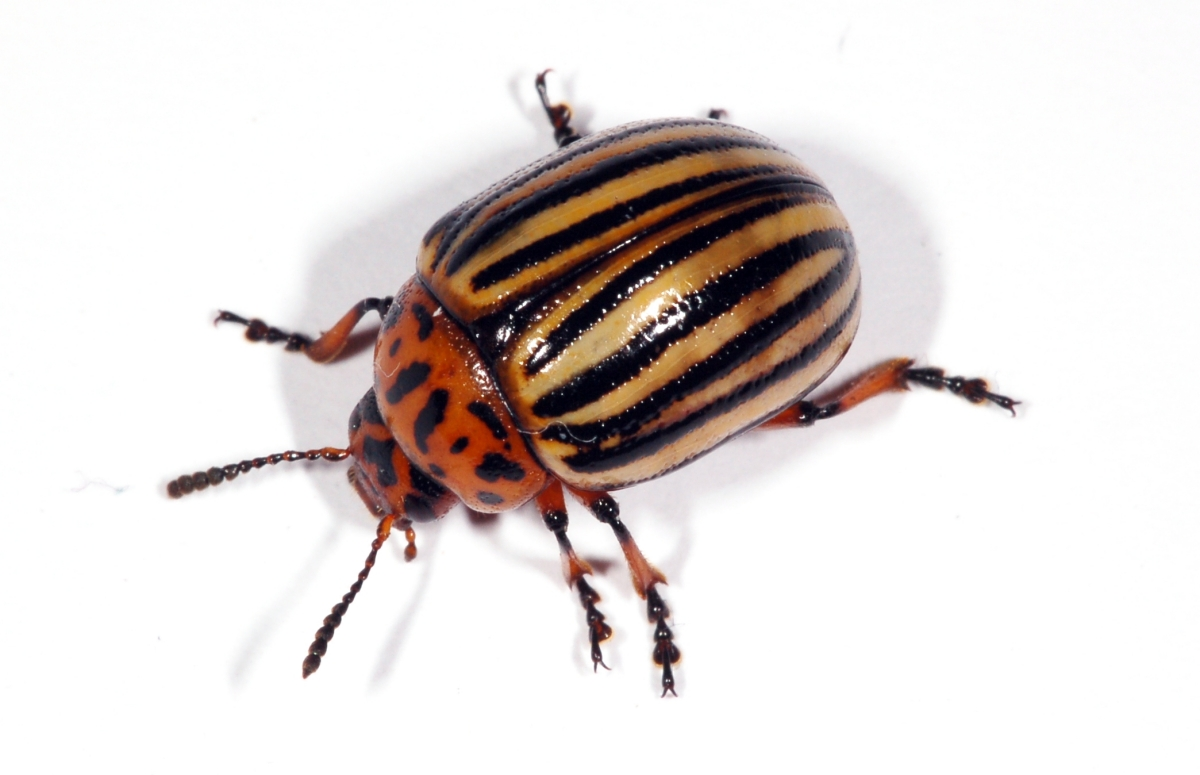
Колорадский жук закрепился в Европе во время Первой мировой войны и с тех пор начал своё победоносное шествие по континенту

Иногда организмы путешествуют вместе с человеком и независимо от него попадают в новую для них среду.
Например, три вида крыс (чёрная, серая и малая) обитали в трюмах кораблей, пока не причаливали к новой для них территории. В результате в настоящее время их находят даже на отдалённых островах, что негативно сказывается на гнездящихся там птицах.
Большое количество морских организмов, таких как моллюск речная дрейссена (Dreissena polymorpha), случайно оказалось на новом месте вместе с перевозимой водой, используемой в качестве балласта. Например, в 1999 году через Волго-Донской канал гребневик мнемиопсис заселил Каспийское море.
Около 200 чужеродных организмов обосновались в заливе Сан-Франциско, таким образом сделав его наиболее интрудированным эстуарием в мире.
В первой половине XX века вместе с перевозимым картофелем попал сначала во Францию, а потом закрепился и во всей Европе колорадский жук, причинивший немалый вред сельскому хозяйству.
Через ботанические сады и коллекционеров экзотических растений в Европу проник североамериканский Колючеплодник лопастный (Echinocystis lobata); с крестьянскими переселенцами он попал в Среднюю Азию; в Сибири пути проникновения этого вида связаны с развитием туризма, интенсивным развитием огородничества. Занимает иногда довольно большие пространства, как в окрестностях населённых пунктов, так и достаточно далеко от них и имеет высокую активность по возобновлению и воспроизводству.

### Экологическая интродукция
Особое место в преднамеренном переселении видов занимает реинтродукция, заключающаяся в возврате видов, ранее обитавших в данной местности, но потом исчезнувших по вине человека. Реинтродукцией занимаются межгосударственные и местные природоохранные организации. Одним из примеров такого переселения можно назвать реинтродукцию оленя Давида на территорию заповедника Дафин Милу (англ. Dafeng Milu Reserve) недалеко от Пекина. Этот олень был практически истреблён в Китае в средние века, а последние оставшиеся в саду императора особи погибли в конце XIX века во время наводнения и народных волнений. Чудом сохранившиеся при дворах Европы 16 оленей положили начало восстановлению популяции, часть которой и вернули в места, где они когда-то обитали.
Кроме того, иногда ввиду особо тревожной ситуации, угрожающей существованию вида, часть животных переселяют в аналогичные климатические условия с целью его сохранения. Так случилось с китайским аллигатором, который в силу утраты природных мест обитания в долине реки Янцзы оказался на грани вымирания. Чтобы создать резерв вида, несколько аллигаторов переселили на территорию заповедника Rockefeller Wildlife в американском штате Луизиана.

### Инвазионные (инвазивные) виды
На сайте Глобальной программы по изучению инвазионных видов даётся такое определение: 
«Инвазионные заносные виды — это чужеродные (non-native) организмы, которые наносят или могут нанести урон окружающей среде, экономике или здоровью человека».

#### Инвазивные экзотические болезни
Среди интродуцированных видов встречаются не только животные и растения, но и различные микроорганизмы — вирусы, бактерии и грибки, в том числе патогенные. Наиболее широко известно распространение вируса натуральной оспы на американский континент вместе с первыми конкистадорами в процессе так называемого колумбова обмена, в результате чего целые индейские цивилизации были уничтожены ещё до того, как их увидели европейцы.
В XX—XXI веке серьёзную угрозу представляет распространение таких грибов, как Endothia parasitica, вызывающего эндотиевый рак каштанов, и Ceratocystis ulmi, вызывающего болезнь вязов.

## Контроль
Для выполнения фитосанитарных принципов карантина и защиты растений, которые объединены в Международной Конвенции по карантину и защите растений (МККЗР) и конкретизированы в её Международных стандартах по фитосанитарным мерам, в каждой стране имеется официальная национальная организация по карантину и защите растений (НОКЗР).
В России организацией, соответствующей статусу НОКЗР, является Федеральная служба по ветеринарному и фитосанитарному надзору (Россельхознадзор).
Наиболее эффективный метод мониторинга для дальнейшего контроля численности чужеродных видов - использование молекулярно-генетических методов (в частности ДНК-баркодинг). Эта технология удобна не только в рутинных исследованиях, но и для идентификации чужеродных видов по плохо сохранившимся фрагментам и личиночным стадиям.